# Guerra otomano-wahhabi
A Guerra Otomano-Wahhabi, também conhecida como Guerra Otomano-Saudita, foi travada do início de 1811 até 1818 entre o eialete do Egito sob o reinado de Maomé Ali (nominalmente sob o controle do Império Otomano) e o exército do Primeiro Estado Saudita, o primeiro Estado saudita, resultando na destruição deste último.

## Antecedentes
O uaabismo foi um movimento fundamentalista dentro do Islã, fundado por Maomé ibne Abdal Uaabe que, com Maomé ibne Saude, lançou sua campanha para reformar o Islã e consolidar seu poder na Arábia a partir de sua base de poder em Diriyah. Conduziria a criação do Primeiro Estado Saudita e seu posterior esmagamento pelo quediva egípcio Maomé Ali do Império Otomano.
Em 1802, o saque de Carbala pelos uaabitas resultaria em 5 000 mortes e na pilhagem da Mesquita de Imame Huceine e, por 1805, os uaabitas controlavam Meca e Medina.  Os wahabitas também atacaram as caravanas comerciais otomanas, afetando assim as finanças otomanas. O emir saudita denunciou o sultão otomano e questionou a validade de sua reivindicação de ser califa e guardião dos santuários do Hejaz.  O Império Otomano, suspeitando do ambicioso Maomé Ali, instruiu-o a lutar contra os uaabitas, uma vez que a derrota de qualquer um dos dois lhe seria benéfica.

## Campanhas

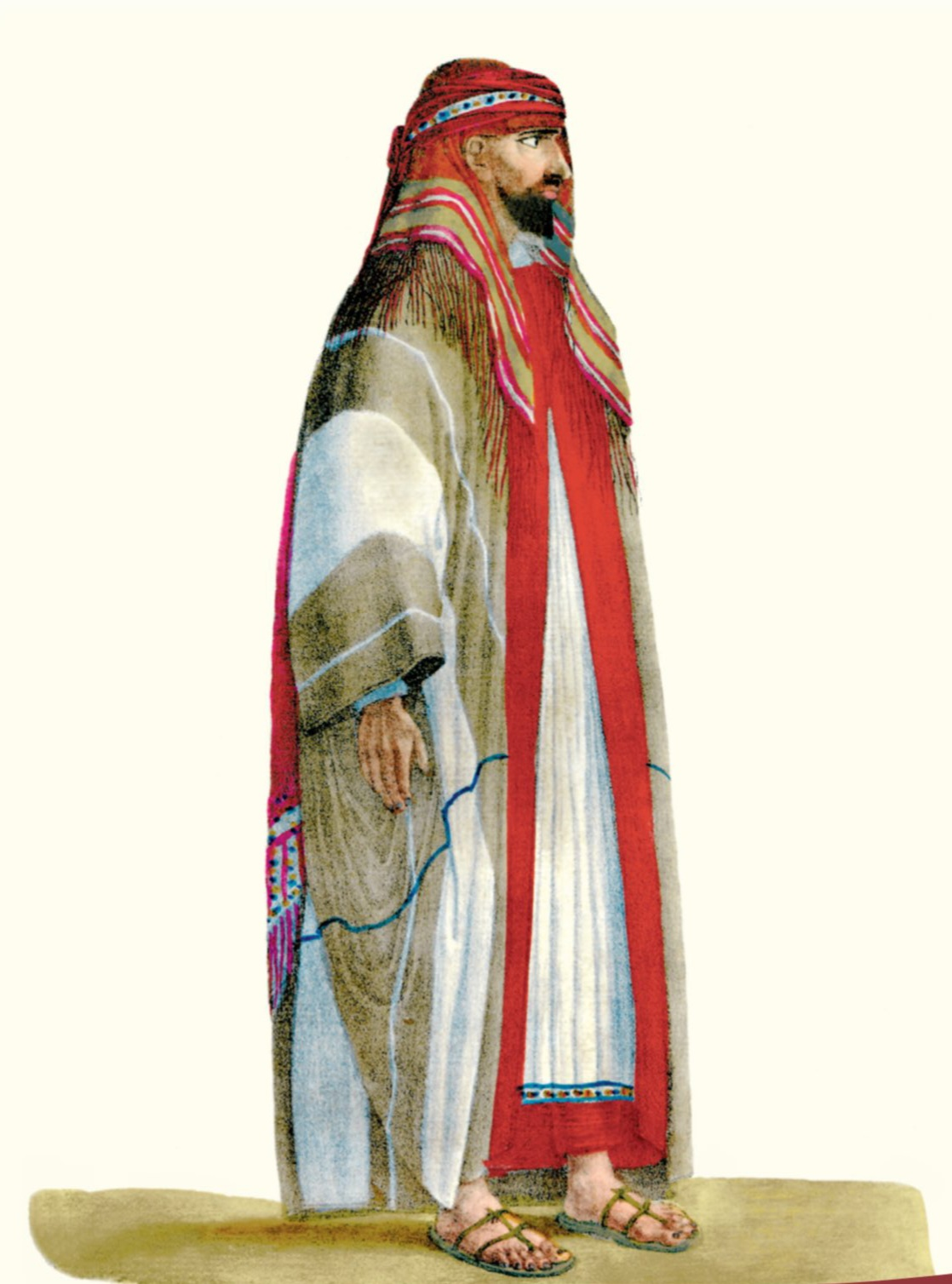
Pintura de Abedalá ibne Saude, condenado e executado depois de perder a guerra

Maomé Ali ordens para esmagar o estado saudita já em dezembro de 1807 pelo sultão Mustafá IV. Porém, problemas internos no Egito o impediu de dar toda a atenção aos uaabitas. Assim foi até 1811, quando os egípcios finalmente recapturaram as cidades sagradas. 
No entanto, levaria até setembro de 1818 para que o Estado uaabita fosse definitivamente derrotado com a rendição dos seus líderes. Ibraim Paxá, filho de Maomé Ali, assumiu a campanha em 1817. Por sua habilidade diplomática e presentes generosos conseguiu obter o apoio das voláteis tribos árabes, avançando até a Arábia central para ocupar as cidades de Unaizá e Buraida. A grande maioria das principais tribos se juntaram a ele e marcharam até a capital saudita Diria, embora a rota fosse atormentada por ataques dos uaabitas. Em abril de 1818 chegaram a Diria e em setembro os uaabitas se renderam, em parte demorando tanto tempo devido ao exército mal treinado de Ibraim. Em junho de 1819 Diria foi destruída e guarnições egípcias foram implantadas nas principais cidades. O chefe do estado uaabita, Abedalá ibne Saúde, foi enviado para Istambul para ser executado.

## Consequências
A maioria dos líderes políticos foram bem tratados, porém os otomanos foram muito mais duros com os líderes religiosos que inspiraram o uaabismo, executando Solimão ibne Abedalá e outros notáveis religiosos, já que acreditavam que suas crenças religiosas inflexíveis e intransigentes representavam, portanto, uma ameaça muito maior do que os líderes políticos. A execução também reflete o ressentimento otomano das crenças uaabitas. 